# Каваи Цугуносукэ
Каваи Цугуносукэ (яп. 河井継之助, かわいつぐのすけ, 27 января 1827 — 1 октября 1868) — японский самурай периода Эдо.

## Биография
Каваи Цугуносукэ служил роду Макино в Нагаока-хане. Он был главнокомандующим войск Нагаока-хана во время войны Босин 1868—1869 годов. В битве при Хокуэцу был ранен в ногу и из-за гангрены, вызванной этим ранением, умер в 1868 году в княжестве Айдзу.